# Chad Cromwell

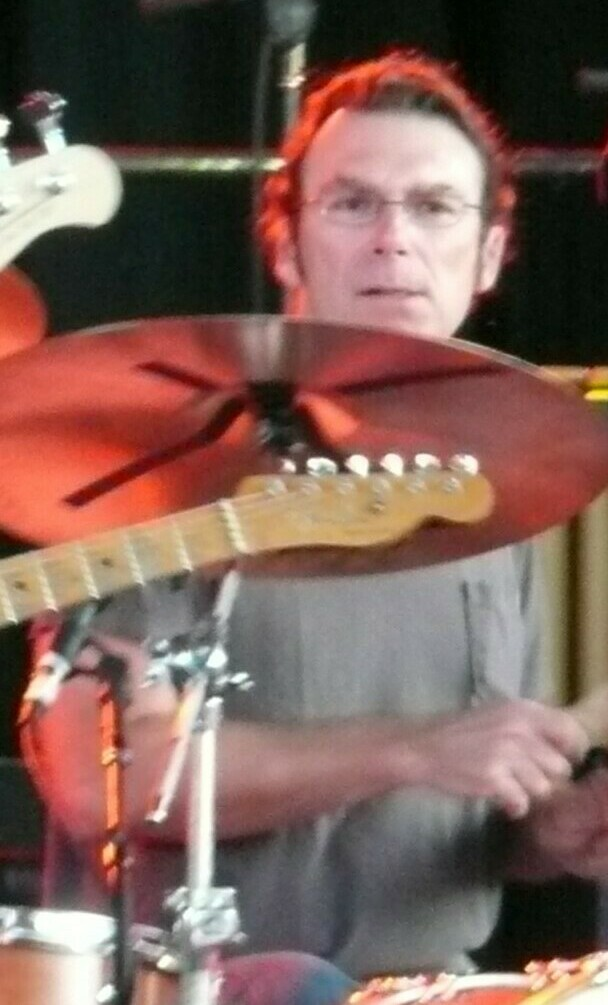
Chad Cromwell

Chad Cromwell (4 de junio de 1957, Paducah, Kentucky, Estados Unidos) es un percusionista estadounidense.

## Biografía
Chad Cromwell nació en Paducah, Kentucky y a los tres años de edad, su familia se mudó a Memphis, Tennessee. En 1986, comenzó a tocar con Joe Walsh. 
En 1987, Chad comenzó a colaborar con Neil Young con quien ha continuado trabajando a lo largo de los años. En 1990, se casó y se trasladó a Nashville. 
A mediados de los años 90, Chad comenzó a colaborar en los álbumes en solitario de Mark Knopfler. En 2005, durante la gira de uno de los álbumes de Mark Knopfler, Chad tuvo que abandonar el Tour debido a razones personales. Mark y Chad no han vuelto a trabajar juntos desde entonces. 
Chad ha trabajado también con otros músicos como Willie Nelson o Bonnie Raitt.